# جرم در نسبیت خاص
جرم در نسبیت خاص برآمده از درک عمومی از مفهوم هم‌ارزی جرم-انرژی است و علاوه بر این مفهوم، پیچیدگی تازه‌ای نیز معرفی می‌کند، زیرا جرم در نسبیت خاص را می‌توان از دو راه متفاوت تعریف نمود: یک راه این است که جرم (جرم سکون یا جرم نامتغیر) به صورت کمیتی نامتغیر تعریف شود که برای همه ناظرین در همه چارچوب‌های مرجع یکسان است؛ در تعریف دیگر، اندازه جرم (جرم نسبیتی) به سرعت ناظر بستگی دارد.
منظور از واژه جرم در نسبیت خاص، معمولاً  جرم سکون اجسام است که برابر با جرم نیوتنی است که توسط ناظری که هم ‌راستای جسم حرکت می‌کند، اندازه‌گیری شود. در مورد ذرات تکی، جرم نامتغیر در واقع نام دیگری برای جرم سکون است. اما تعریف کلی‌تر جرم نامتغیر (که توسط فرمول پیچیده‌تری محاسبه می‌شود)، به سستی با جرم سکون یک سامانه متناظر است. از این رو جرم نامتغیر، یک یکای طبیعی جرم است که برای سامانه‌هایی به کار می‌رود که از چارچوب مرکز تکانه‌شان مشاهده شوند؛ مثلاً وقتی که یک سامانه بسته (مثلاً یک بطری گاز) را وزن می‌کنیم، باید اندازه‌گیری در مرکز تکانه سامانه انجام شود که تکانه خالص سامانه در آن برابر با صفر است. در چنین شرایطی جرم نامتغیر با جرم نسبیتی برابر می‌شود که انرژی کل سامانه تقسیم بر مجذور سرعت نور است.
اما مفهوم جرم نامتغیر مختص سامانه‌های ذرات مقید نیست بلکه می‌تواند در مورد سامانه‌های ذرات نامقید در حال حرکت با سرعت نسبی بالا نیز بکار رود. به همین دلیل در فیزیک ذرات، اغلب در مورد سامانه‌های متشکل از ذرات پرانرژی با فاصله زیاد از هم به‌کار می‌رود. اگر چنین سامانه‌هایی از یک تک‌ذره تشکیل شده باشند، با محاسبه جرم نامتغیر چنین سامانه‌هایی، در واقع جرم سکون ذره را محاسبه نموده‌ایم.
اغلب ساده‌تر است که در محاسبات جرم نامتغیر یک سامانه را برابر با انرژی کل سامانه ( تقسیم بر مجذور سرعت نور) در چارچوب مرجع مرکز تکانه (که بنابر تعریف در آن تکانه کلی سامانه، صفر است) در نظر بگیریم. هرچند که چون جرم نامتغیر هر سامانه‌ای در تمام چارچوب‌های لخت مقدار یکسانی دارد، مقدار آن در یک چارچوب تکانه مرکز محاسبه می‌شود و از طریق آن انرژی‌ها و تکانه‌های سامانه در چارچوب‌های مرجع دیگر به دست آورد. مانند تکانه و انرژی، تا زمانی که سیستم هیچ تاثیری از بیرون نپذیرد، جرم نامتغیر یک سامانه نیز پایسته‌است و نه تغییر می‌کند و نه از بین می‌رود.
گاهی از واژه جرم نسبیتی نیز استفاده می‌شود که مقدارش برابر با مجموع کل انرژی در یک جسم یا سامانه است (تقسیم بر مجذور سرعت نور). در چارچوب مرجع مرکز تکانه، جرم نسبیتی همان جرم نامتغیر است. اما در دیگر چارچوبها، انرژی جنبشی خالص جسم (انرژی جنبشی مرکز جرم جسم) نیز به مقدار آن می‌افزاید و هرچه جسم سریع‌تر حرکت کند، مقدار آن بیشتر خواهد بود. بنابراین، بر خلاف جرم نامتغیر، جرم نسبیتی به چارچوب مرجع ناظر بستگی دارد.
اگرچه برخی نویسنده‌ها جرم نسبیتی را به عنوان یکی از مفاهیم بنیادی نظریه برشمرده‌اند اما برخی نیز این موضوع را اشتباه دانسته و بنیان‌های نظریه را با فضازمان مرتبط می‌دانند. مفهوم جرم به عنوان یکی از ویژگی‌های جسم در مکانیک نیوتنی، ارتباط دقیقی با مفهوم آن در نسبیت ندارد.